# Блакитна лагуна: Пробудження
«Блакитна лагуна: Пробудження» (англ. Blue Lagoon: The Awakening) — американський романтичний фільм 2012 року телефільм, прем'єра якого відбулася на Lifetime 16 червня 2012 року. У фільмі заснований на романі 1908 року «Блакитна лагуна» та його попередніх екранізаціях, зіграли Індіана Еванс та Брентон Туейтс.
Це був значний відхід від попередніх фільмів про Блакитну лагуну в кількох аспектах. Місце дії є наш час, тоді як попередні фільми відбувалися у вікторіанську епоху ; головні герої виросли в нормальному суспільстві і залишилися підлітками, а не виросли на острові; острів, на якому опинилися головні герої, знаходиться в Карибському морі, тоді як попередні фільми відбувалися в Тихому океані; і приблизно однаковий час присвячено нецивілізованому світу острова та людському суспільству, в якому народилися герої. Крістофер Аткінс, який зіграв головну роль у фільмі 1980 року «Блакитна лагуна», також з'являється у фільмі.

## Сюжет
Двоє старшокласників, Емма і Дін, відправляються в поїздку з класом до Тринідаду, щоб допомогти побудувати школу для менш забезпечених дітей. Емма, популярна зіркова учениця, має свої життєві плани. Квотербек середньої школи залицяється до Емми, хоча замість цього вона цікавиться Діном, тихим хлопцем, який регулярно потрапляє в неприємності і рідко спілкується після смерті своєї матері. О другій ночі в Тринідаді Дін та Емма окремо відвідують вечірку на човні. Під час вечірки Емма падає за борт, коли поліція прибуває в несподіваному рейді. Дін стрибає у воду і допомагає їй сісти в шлюпку. Бажаючи уникнути неприємностей, Дін розриває шнур, що прикріплює шлюпку до човна, тільки щоб виявити, що двигуна немає.
Пара дрейфує на острів, уникаючи небезпечних скель, за допомогою підошви лодки. Виявивши, що острів безлюдний, вони виявляють, що вихідний приплив змив шлюпку. Не впевнені, що їх врятують, Емма і Дін повинні покладатися один на одного, щоб вижити. Разом вони вчаться розводити багаття, ловити рибу та шукати їжу. Спочатку вони друзі, але згодом їхні стосунки переростають у романтичні стосунки. Батько Діна, Джек, і мати Емми, Барбара, прибувають до Тринідаду. Емма розповідає, що батьки спланували її майбутнє, не питаючи її. Після тривалих пошуків уряд Тринідаду офіційно припиняє пошукову операцію. Джек і Барбара продовжують пошуки, і Джек наймає приватну особу для пошуку. Коли Дін та Емма знаходять людський скелет, Дін заспокоює засмучену Емму, цілуючи її. Займаючись сексом, вони піддаються своїм зростаючим почуттям. На ранок після їхньої сексуальної зустрічі Емма застає Діна, який копає могилу для скелета. Коли його допитують, він стає дратівливим, але врешті визнає, що сподівався на закриття через смерть матері, відчуваючи провину за ненавмисне спричинення її смертельної аварії. Оскільки Емми та Діна не знайшли, Джек і Барбара більше не можуть нехтувати своїми особистими обов'язками і обидва повертаються додому. Оскільки сексуальні стосунки Емми та Діна продовжуються, у них з'являються інші інтимні подробиці, зокрема взаємне бажання мати дітей, але труднощі життя на острові та турбота про її сім'ю все більше напружують Емму.
Після 100-денного перебування на острові, Емму та Діна рятує туристичний гелікоптер. Їх зустрічають родина, друзі та ЗМІ. Емма займає більш популярну позицію в школі, а Дін, все ще напівізгой, уникає підходити до неї на публіці. Пристосовувавшись до повсякденного життя, їхні стосунки стають напруженими та віддаленими. Емма відвідує випускний вечір, а Дін йде тільки тому, що його підбадьорив батько. Емма помічає, як Дін спостерігає за нею через вікно. Подруга Емми, Ліззі, заохочує її піти до нього. Емма і Дін пристрасно цілуються, а потім танцюють разом.

## Актори
- Індіана Еванс у ролі Еммалін «Емми» Робінсон
- Брентон Туейтс — Дін Макмаллен
- Деніз Річардс у ролі Барбари Робінсон, матері Емми
- Патрік Сент Еспріт — Джек Макмаллен, овдовілий батько Діна
- Френк Джон Хьюз — Філ Робінсон, батько Емми
- Алікс Елізабет Гіттер — Ліззі, одна з подруг Емми
- Керрі Вамплер у ролі Стейсі Робінсон, молодшої сестри Емми
- Хейлі Кійоко в ролі Хелен, однієї з подруг Емми